# Nabil Dirar
Nabil Dirar (in arabo نبيل درار‎?; Casablanca, 25 febbraio 1986) è un calciatore marocchino, centrocampista o difensore del Gostivar.

## Carriera

### Club

#### Inizi
Nato a Casablanca, in Marocco, Dirar ha iniziato la sua carriera calcistica in Belgio con vari club giovanili situati a Bruxelles, come il RWD Molenbeek e il Saint-Gilloise. Nel 2004 passa al Diegem Sport, squadra militante nella terza divisione belga. Nei biancoverdi debutta nel calcio professionista, giocando un totale di 26 partite. Le sue prestazioni hanno attirato l'attenzione di molti club, tra cui il Westerlo, squadra militante nella massima serie belga, che lo acquista.

#### Westerlo
Il debutto con i de Kempeneers avviene il 30 luglio 2006, nella partita vinta 2-1 contro il Roulers, subentrando all'89' al nigeriano Patrick Ogunsoto. Il 5 novembre 2006 viene ammonito per la prima volta nella nuova divisa, nella partita vinta 4-1 contro il Lokeren. Verso la fine della sua prima stagione diventa un pilastro della squadra, con 7 assist. Inoltre, il 19 maggio 2007, in occasione dell'ultimo incontro del campionato, sigla il suo primo gol nella nuova casacca, nella partita pareggiata 1-1 contro il Gent.
La stagione 2007-2008 inizia bene, trovando subito spazio tra i titolari. Il 24 settembre 2007 segna il suo primo gol stagionale, nella partita persa 2-1 contro lo Standard de Liège. Questo si ripete il 19 gennaio 2008, nella partita vinta 7-2 contro il Brussels. Verso la fine della stagione non trova spazio fra i titolari, rimanendo in tribuna più volte. Complessivamente con il Wasterlo ha giocato 57 partite, mettendo a segno 3 reti.

#### Club Bruges

##### 2008-2009: l'inizio con Mathijssen
Nel 2008 viene acquistato dal Club Bruges, squadra militante nella massima serie belga. Il debutto con i Les gazelles avviene il 29 agosto 2008, nella partita vinta 4-1 contro il Tubize. Il 21 settembre 2008, nella partita vinta di misura sul Genk al Cristal Arena, viene ammonito per la prima volta in maglia blu-nero. Il 19 ottobre 2008, in occasione del derby contro il Cercle Brugge, segna il suo primo gol stagionale e nel nuovo club. Le sue prestazioni lo hanno portato sin da subito tra i titolari della rosa dell'allenatore Jacky Mathijssen, giocando 40 partite.

##### 2009-2011: con Koster
La stagione 2009-2010 inizia con la partenza di Mathijssen, subentrato da Adrie Koster. Con il nuovo allenatore si conferma titolare e viene affiancato dal neo-acquisto Ivan Perišić. Koster lo ha valutato un elemento fondamentale della squadra con la sua ottima prestazione, ma si è sempre distinto con il suo atteggiamento irascibile sia all'interno che all'esterno del campo. Infatti nella partita contro il Mechelen presumibilmente sputò sul volto del giocatore avversario Yoni Buyens, venendo squalificato per due giornate. Nel settembre 2009 ritorna momentaneamente nella seconda squadra per liti con i suoi compagni di squadra, come con il capitano Stijn Stijnen, mandandolo in clinica, e Ivan Perišić, arrabbiandosi con il croato perché ha calciato una punizione che avrebbe dovuto calciare Dirar.
La stagione 2010-2011 inizia male: Dirar, non presentandosi nel giorno della formazione del campionato per malattia, ritorna nella seconda squadra per due settimane. In seguito alla sconfitta di misura contro il Lokeren, dove prende il suo quarto cartellino giallo stagionale, Koster lo rimanda nella seconda squadra per tre settimane. Con una prestazione straordinaria in seconda squadra, che ha convinto tutti, ritorna in prima squadra tra i titolari della rosa di Koster. Il 28 novembre 2010 segna la sua prima rete stagionale, nella partita persa 2-1 contro il Sint-Truiden. In questa stagione indossa la maglia numero 10, lasciata vacante dalla partenza di Wesley Sonck e si sviluppa come un importante pilastro, facendo 12 assist e 3 reti. Il 12 marzo 2011, nella partita vinta 4-1 contro il Kortrijk, è protagonista di un litigio con il suo compagno di squadra Vadis Odjidja-Ofoe tra chi avrebbe dovuto battere il calcio di punizione, venendo ammonito e rimandato da Koster nella seconda squadra per una settimana.
La prima metà della stagione 2011-2012 inizia con l'addio di Koster, subentrandoli il tedesco Christoph Daum, con il quale si conferma titolare. Il 15 settembre 2011 segna il suo primo gol in Europa League, nella vittoria per 2-0 contro il NK Maribor. Sempre contro il Maribor, mette a segno la sua prima doppietta in una competizione europea, nella vittoria per 4-3 allo Stadion Ljudski vrt. Complessivamente gioca 153 partite, segnando 19 gol con il Club Bruges.

#### Monaco

##### 2012-2014: da Simone a Ranieri
Il 31 gennaio 2012, viene acquistato dall'AS Monaco dove ha firmato un contratto per quattro anni e mezzo. Il trasferimento è del valore di 7500000 €. Il debutto con i Les Rouge et Blanc avviene il 13 febbraio 2012, nella sconfitta interna per 1-0 contro il Bastia. La sua prestazione lo porta subito tra i titolari della rosa di Marco Simone, prendendo parte a 15 partite con 3 reti, il primo il 24 febbraio contro il Laval (vinta 2-1). Termina la sua prima metà stagione con un ottavo posto, portando la rescissione del contratto dell'allenatore italiano Simone.

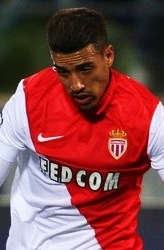
Dirar al Monaco

La stagione 2012-2013 inizia con l'arrivo dell'allenatore italiano Claudio Ranieri, con il quale si riconferma titolare. Il 19 ottobre 2012, nella partita vinta 2-1 contro l'Angers, viene ammonito per simulazione. Il 25 febbraio 2013, nella vittoria per 2-1 contro il Lens, segna la sua prima rete stagionale. L'ultima partita stagionale contro il Tours subisce un grave infortunio al ginocchio, che lo lascia in tribuna per cinque mesi. A fine stagione il Monaco arriva primo in Ligue 2, guadagnando, di due giornate d'anticipo, la promozione in Ligue 1.
La stagione 2013-2014 inizia male, infatti il giovane centrocampista parte dalla tribuna per un problema muscolare, che non lo permetterà di giocare per 5 mesi. Il debutto stagionale e in massima serie francese avviene il 1º febbraio 2014, nella partita pareggiata 2-2 contro il Lorient allo Stade du Moustoir. Il 10 maggio 2014 segna il suo primo gol in Ligue 1, nella partita vinta 2-1 contro il Valenciennes. A fine stagione, il Monaco si classifica secondo in campionato, dietro al PSG.

##### 2014-2017: l'avvento di Jardim
La stagione 2014-2015 inizia con la rescissione del contratto di Ranieri, che viene sostituito dall'allenatore portoghese Leonardo Jardim.. Il nuovo tecnico lo inserisce subito tra i titolari. Debutta nella prima giornata di campionato, nella sconfitta per 2-1 contro il Lorient, dove viene ammonito. Il 21 settembre 2014, nella partita vinta di misura contro il Guingamp, mette a segno il suo primo gol stagionale. Nella semifinale di coppa di lega contro il Bastia, sbaglia il calcio di rigore decisivo, che porta in finale i I Turchini. Nonostante ciò l'esterno d'attacco marocchino offre delle ottime prestazioni che lo portano anche al gol in ligue 1 contro lo Stade Reims di testa , su calcio di punizione calciato dal belga Yannick Carrasco. Il marocchino si guadagna inoltre la fiducia della dirigenza monegasca che gli rinnova il contratto fino al 30 giugno 2018.

#### Fenerbahçe
Il 16 giugno 2017 passa al Fenerbahçe. Chiude la sua esperienza turca con 89 presenze e 8 goal totali.

#### Club Bruges: ritorno in prestito
Il 30 gennaio 2021 viene ceduto fino al termine della stagione al Club Bruges, ritornando in Belgio dopo 10 anni.

### Nazionale

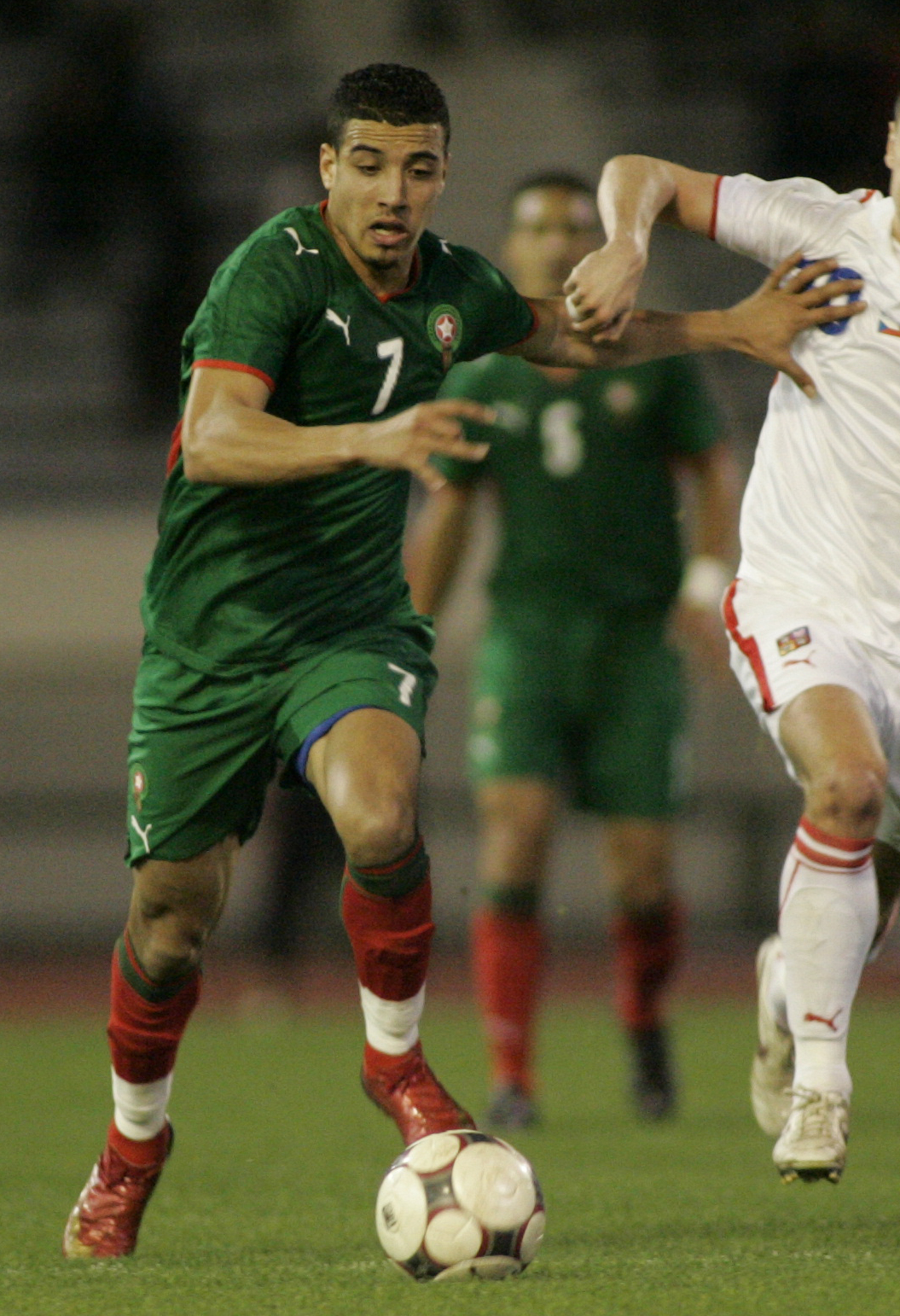
Nabil Dirar in azione con la maglia della Marocco nel 2009.

Il 26 agosto 2008 ha attirato l'attenzione dichiarando apertamente che voleva giocare per la nazionale belga. Tuttavia, grazie al doppio passaporto, l'11 ottobre 2008 ha esordito ufficialmente nella Nazionale marocchina contro la Mauritania.
L'11 novembre 2017 si rende protagonista in positivo nella partita che sancisce il definitivo ritorno della selezione nordafricana ai Mondiali di calcio segnando il gol del momentaneo 1-0 nella vittoria per 2-0 sul campo della Costa d'Avorio al 25º minuto (il raddoppio arriverò pochi minuti dopo grazie a un gol del capitano Medhi Benatia).
Viene successivamente inserito nella lista dei 23 convocati per i Mondiali di Russia 2018.

## Statistiche

### Presenze e reti nel club
Statistiche aggiornate al 31 gennaio 2021.
| Stagione          | Squadra           | Campionato        | Campionato | Campionato | Coppe nazionali | Coppe nazionali | Coppe nazionali | Coppe continentali | Coppe continentali | Coppe continentali | Altre coppe | Altre coppe | Altre coppe | Totale | Totale |
| Stagione          | Squadra           | Comp              | Pres       | Reti       | Comp            | Pres            | Reti            | Comp               | Pres               | Reti               | Comp        | Pres        | Reti        | Pres   | Reti   |
| ----------------- | ----------------- | ----------------- | ---------- | ---------- | --------------- | --------------- | --------------- | ------------------ | ------------------ | ------------------ | ----------- | ----------- | ----------- | ------ | ------ |
| 2005-2006         | Diegem            | DK                | 26         | 2          | -               | -               | -               | -                  | -                  | -                  | -           | -           | -           | 26     | 2      |
| 2006-2007         | Westerlo          | DI                | 33         | 1          | CB              | 2               | 1               | -                  | -                  | -                  | -           | -           | -           | 35     | 2      |
| 2007-2008         | Westerlo          | DI                | 24         | 2          | CB              | 1               | 0               | -                  | -                  | -                  | -           | -           | -           | 25     | 2      |
| Totale Westerlo   | Totale Westerlo   | Totale Westerlo   | 57         | 3          |                 | 3               | 1               |                    | -                  | -                  |             | -           | -           | 60     | 4      |
| 2008-2009         | Club Bruges       | DI                | 33         | 3          | CB              | 1               | 0               | CU                 | 6                  | 0                  | -           | -           | -           | 40     | 3      |
| 2009-2010         | Club Bruges       | DI                | 29         | 4          | CB              | 4               | 0               | UEL                | 9                  | 0                  | -           | -           | -           | 42     | 4      |
| 2010-2011         | Club Bruges       | DI                | 33         | 3          | -               | -               | -               | UEL                | 7                  | 0                  | -           | -           | -           | 40     | 3      |
| 2011-2012         | Club Bruges       | DI                | 22         | 4          | CB              | 1               | 1               | UEL                | 8                  | 4                  | -           | -           | -           | 31     | 9      |
| Totale Bruges     | Totale Bruges     | Totale Bruges     | 117        | 14         |                 | 6               | 1               |                    | 30                 | 4                  |             | -           | -           | 153    | 19     |
| 2011-2012         | Monaco            | L2                | 15         | 3          | -               | -               | -               | -                  | -                  | -                  | -           | -           | -           | 15     | 3      |
| 2012-2013         | Monaco            | L2                | 34         | 3          | CF+CL           | 0+3             | 0               | -                  | -                  | -                  | -           | -           | -           | 37     | 3      |
| 2013-2014         | Monaco            | L1                | 11         | 1          | CF+CL           | 2+0             | 0               | -                  | -                  | -                  | -           | -           | -           | 13     | 1      |
| 2014-2015         | Monaco            | L1                | 27         | 2          | CF+CL           | 3+2             | 0               | UCL                | 9                  | 0                  | -           | -           | -           | 41     | 2      |
| 2015-2016         | Monaco            | L1                | 20         | 2          | CF+CL           | 1+0             | 0               | UCL+UEL            | 4+3                | 0                  | -           | -           | -           | 28     | 2      |
| 2016-2017         | Monaco            | L1                | 18         | 1          | CF+CdL          | 2+2             | 0               | UCL                | 4+7                | 0                  | -           | -           | -           | 33     | 1      |
| Totale Monaco     | Totale Monaco     | Totale Monaco     | 125        | 12         |                 | 15              | 0               |                    | 27                 | 2                  |             | -           | -           | 167    | 14     |
| 2017-2018         | Fenerbahçe        | SL                | 29         | 4          | TK              | 4               | 0               | UEL                | 4                  | 1                  | -           | -           | -           | 37     | 5      |
| 2018-2019         | Fenerbahçe        | SL                | 16         | 1          | TK              | 2               | 0               | UCL+UEL            | 1+0                | 0+0                | -           | -           | -           | 19     | 1      |
| 2019-2020         | Fenerbahçe        | SL                | 28         | 2          | TK              | 5               | 0               | -                  | -                  | -                  | -           | -           | -           | 33     | 2      |
| 2020-gen. 2021    | Fenerbahçe        | SL                | 0          | 0          | TK              | 0               | 0               | -                  | -                  | -                  | -           | -           | -           | 0      | 0      |
| Totale Fenerbahçe | Totale Fenerbahçe | Totale Fenerbahçe | 73         | 7          |                 | 11              | 0               |                    | 5                  | 1                  |             |             |             | 89     | 8      |
| gen.-giu. 2021    | Club Brugge       | PL                | 2          | 0          | CB              | 1               | 0               | UCL+UEL            | 0+2                | 0+0                | SB          | -           | -           | 5      | 0      |
| 2021-feb. 2022    | Kasımpaşa         | SL                | 6          | 0          | TK              | 0               | 0               | -                  | -                  | -                  | -           | -           | -           | 6      | 0      |
| Totale carriera   | Totale carriera   | Totale carriera   | 425        | 38         |                 | 36              | 2               |                    | 64                 | 7                  |             | -           | -           | 525    | 47     |

### Cronologia presenze e reti in nazionale
| Cronologia completa delle presenze e delle reti in nazionale ― Marocco | Cronologia completa delle presenze e delle reti in nazionale ― Marocco | Cronologia completa delle presenze e delle reti in nazionale ― Marocco | Cronologia completa delle presenze e delle reti in nazionale ― Marocco | Cronologia completa delle presenze e delle reti in nazionale ― Marocco | Cronologia completa delle presenze e delle reti in nazionale ― Marocco | Cronologia completa delle presenze e delle reti in nazionale ― Marocco | Cronologia completa delle presenze e delle reti in nazionale ― Marocco |
| Data                                                                   | Città                                                                  | In casa                                                                | Risultato                                                              | Ospiti                                                                 | Competizione                                                           | Reti                                                                   | Note                                                                   |
| ---------------------------------------------------------------------- | ---------------------------------------------------------------------- | ---------------------------------------------------------------------- | ---------------------------------------------------------------------- | ---------------------------------------------------------------------- | ---------------------------------------------------------------------- | ---------------------------------------------------------------------- | ---------------------------------------------------------------------- |
| 11-10-2008                                                             | Marrakech                                                              | Marocco                                                                | 4 – 1                                                                  | Mauritania                                                             | Qual. Mondiali 2010                                                    | -                                                                      |                                                                        |
| 19-11-2008                                                             | Marrakech                                                              | Marocco                                                                | 3 – 0                                                                  | Zambia                                                                 | Amichevole                                                             | -                                                                      |                                                                        |
| 11-2-2009                                                              | Casablanca                                                             | Marocco                                                                | 0 – 0                                                                  | Rep. Ceca                                                              | Amichevole                                                             | -                                                                      |                                                                        |
| 28-3-2009                                                              | Casablanca                                                             | Marocco                                                                | 1 – 2                                                                  | Gabon                                                                  | Qual. Mondiali 2010                                                    | -                                                                      | 57’                                                                    |
| 31-3-2009                                                              | Lisbona                                                                | Angola                                                                 | 0 – 2                                                                  | Marocco                                                                | Amichevole                                                             | -                                                                      |                                                                        |
| 14-11-2009                                                             | Stade de Marrakech                                                     | Marocco                                                                | 0 – 2                                                                  | Camerun                                                                | Qual. Mondiali 2010                                                    | -                                                                      | 54’                                                                    |
| 11-11-2011                                                             | Marrakech                                                              | Marocco                                                                | 0 – 1                                                                  | Uganda                                                                 | Amichevole                                                             | -                                                                      | 67’                                                                    |
| 3-9-2014                                                               | Casablanca                                                             | Marocco                                                                | 0 – 0                                                                  | Qatar                                                                  | Amichevole                                                             | -                                                                      |                                                                        |
| 7-9-2014                                                               | Marrakech                                                              | Marocco                                                                | 3 – 0                                                                  | Libia                                                                  | Amichevole                                                             | -                                                                      | 76’                                                                    |
| 9-10-2014                                                              | Tangeri                                                                | Marocco                                                                | 4 – 0                                                                  | Rep. Centrafricana                                                     | Amichevole                                                             | -                                                                      |                                                                        |
| 13-10-2014                                                             | Marrakech                                                              | Marocco                                                                | 3 – 0                                                                  | Kenya                                                                  | Amichevole                                                             | -                                                                      | 85’                                                                    |
| 28-3-2015                                                              | Agadir                                                                 | Marocco                                                                | 0 – 1                                                                  | Uruguay                                                                | Amichevole                                                             | -                                                                      |                                                                        |
| 5-9-2015                                                               | São Tomé                                                               | São Tomé e Príncipe                                                    | 0 – 3                                                                  | Marocco                                                                | Qual. Coppa d'Africa 2017                                              | 1                                                                      | 86’                                                                    |
| 9-10-2015                                                              | Agadir                                                                 | Marocco                                                                | 0 – 1                                                                  | Costa d'Avorio                                                         | Amichevole                                                             | -                                                                      | 76’                                                                    |
| 26-3-2016                                                              | Praia                                                                  | Capo Verde                                                             | 0 – 1                                                                  | Marocco                                                                | Qual. Coppa d'Africa 2017                                              | -                                                                      |                                                                        |
| 29-3-2016                                                              | Marrakech                                                              | Marocco                                                                | 2 – 0                                                                  | Capo Verde                                                             | Qual. Coppa d'Africa 2017                                              | -                                                                      |                                                                        |
| 27-5-2016                                                              | Tangeri                                                                | Marocco                                                                | 2 – 0                                                                  | Rep. del Congo                                                         | Amichevole                                                             | -                                                                      |                                                                        |
| 3-6-2016                                                               | Radès                                                                  | Libia                                                                  | 1 – 1                                                                  | Marocco                                                                | Qual. Coppa d'Africa 2017                                              | 1                                                                      |                                                                        |
| 31-8-2016                                                              | Scutari                                                                | Albania                                                                | 0 – 0                                                                  | Marocco                                                                | Amichevole                                                             | -                                                                      |                                                                        |
| 4-9-2016                                                               | Rabat                                                                  | Marocco                                                                | 2 – 0                                                                  | São Tomé e Príncipe                                                    | Qual. Coppa d'Africa 2017                                              | -                                                                      |                                                                        |
| 9-1-2017                                                               | al-Ayn                                                                 | Marocco                                                                | 0 – 1                                                                  | Finlandia                                                              | Amichevole                                                             | -                                                                      |                                                                        |
| 16-1-2017                                                              | Oyem                                                                   | RD del Congo                                                           | 1 – 0                                                                  | Marocco                                                                | Coppa d'Africa 2017 - 1º turno                                         | -                                                                      |                                                                        |
| 20-1-2017                                                              | Oyem                                                                   | Marocco                                                                | 3 – 1                                                                  | Togo                                                                   | Coppa d'Africa 2017 - 1º turno                                         | -                                                                      |                                                                        |
| 24-1-2017                                                              | Oyem                                                                   | Marocco                                                                | 1 – 0                                                                  | Costa d'Avorio                                                         | Coppa d'Africa 2017 - 1º turno                                         | -                                                                      |                                                                        |
| 29-1-2017                                                              | Port-Gentil                                                            | Egitto                                                                 | 1 – 0                                                                  | Marocco                                                                | Coppa d'Africa 2017 - Quarti di finale                                 | -                                                                      |                                                                        |
| 24-3-2017                                                              | Marrakech                                                              | Marocco                                                                | 2 – 0                                                                  | Burkina Faso                                                           | Amichevole                                                             | -                                                                      |                                                                        |
| 28-3-2017                                                              | Marrakech                                                              | Marocco                                                                | 1 – 0                                                                  | Tunisia                                                                | Amichevole                                                             | -                                                                      |                                                                        |
| 31-5-2017                                                              | Agadir                                                                 | Marocco                                                                | 1 – 2                                                                  | Paesi Bassi                                                            | Amichevole                                                             | -                                                                      |                                                                        |
| 10-6-2017                                                              | Yaoundé                                                                | Camerun                                                                | 1 – 0                                                                  | Marocco                                                                | Qual. Coppa d'Africa 2019                                              | -                                                                      |                                                                        |
| 1-9-2017                                                               | Rabat                                                                  | Marocco                                                                | 6 – 0                                                                  | Mali                                                                   | Qual. Mondiali 2018                                                    | -                                                                      |                                                                        |
| 5-9-2017                                                               | Bamako                                                                 | Mali                                                                   | 0 – 0                                                                  | Marocco                                                                | Qual. Mondiali 2018                                                    | -                                                                      |                                                                        |
| 7-10-2017                                                              | Casablanca                                                             | Marocco                                                                | 3 – 0                                                                  | Gabon                                                                  | Qual. Mondiali 2018                                                    | -                                                                      | 70’                                                                    |
| 11-11-2017                                                             | Abidjan                                                                | Costa d'Avorio                                                         | 0 – 2                                                                  | Marocco                                                                | Qual. Mondiali 2018                                                    | 1                                                                      |                                                                        |
| 23-3-2018                                                              | Torino                                                                 | Serbia                                                                 | 1 – 2                                                                  | Marocco                                                                | Amichevole                                                             | -                                                                      |                                                                        |
| 20-6-2018                                                              | Mosca                                                                  | Portogallo                                                             | 1 – 0                                                                  | Marocco                                                                | Mondiali 2018 - 1º turno                                               | -                                                                      |                                                                        |
| 25-6-2018                                                              | Kaliningrad                                                            | Spagna                                                                 | 2 – 2                                                                  | Marocco                                                                | Mondiali 2018 - 1º turno                                               | -                                                                      |                                                                        |
| 8-9-2018                                                               | Casablanca                                                             | Marocco                                                                | 3 – 0                                                                  | Malawi                                                                 | Qual. Coppa d'Africa 2019                                              | -                                                                      | 73’                                                                    |
| 13-10-2018                                                             | Casablanca                                                             | Marocco                                                                | 1 – 0                                                                  | Comore                                                                 | Qual. Coppa d'Africa 2019                                              | -                                                                      | 46’                                                                    |
| 20-11-2018                                                             | Radès                                                                  | Tunisia                                                                | 0 – 1                                                                  | Marocco                                                                | Amichevole                                                             | -                                                                      | 69’                                                                    |
| 12-6-2019                                                              | Marrakech                                                              | Marocco                                                                | 0 – 1                                                                  | Gambia                                                                 | Amichevole                                                             | -                                                                      | 46’                                                                    |
| 16-6-2019                                                              | Marrakech                                                              | Marocco                                                                | 2 – 3                                                                  | Zambia                                                                 | Amichevole                                                             | -                                                                      |                                                                        |
| 23-6-2019                                                              | Il Cairo                                                               | Marocco                                                                | 1 – 0                                                                  | Namibia                                                                | Coppa d'Africa 2019 - 1º turno                                         | -                                                                      |                                                                        |
| 28-6-2019                                                              | Il Cairo                                                               | Marocco                                                                | 1 – 0                                                                  | Costa d'Avorio                                                         | Coppa d'Africa 2019 - 1º turno                                         | -                                                                      |                                                                        |
| 1-7-2019                                                               | Il Cairo                                                               | Sudafrica                                                              | 0 – 1                                                                  | Marocco                                                                | Coppa d'Africa 2019 - 1º turno                                         | -                                                                      | 76’                                                                    |
| 5-7-2019                                                               | Il Cairo                                                               | Marocco                                                                | 1 – 1 dts (1 – 4 dtr)                                                  | Benin                                                                  | Coppa d'Africa 2019 - Ottavi di finale                                 | -                                                                      | 74’                                                                    |
| 6-9-2019                                                               | Marrakech                                                              | Marocco                                                                | 1 – 1                                                                  | Burkina Faso                                                           | Amichevole                                                             | -                                                                      |                                                                        |
| 10-9-2019                                                              | Marrakech                                                              | Marocco                                                                | 1 – 0                                                                  | Niger                                                                  | Amichevole                                                             | -                                                                      | 84’                                                                    |
| 19-11-2019                                                             | Bujumbura                                                              | Burundi                                                                | 0 – 3                                                                  | Marocco                                                                | Qual. Coppa d'Africa 2021                                              | -                                                                      | 57’                                                                    |
| Totale                                                                 |                                                                        | Presenze                                                               | 48                                                                     |                                                                        | Reti                                                                   | 3                                                                      |                                                                        |

## Palmares

### Club

#### Competizioni nazionali
- Campionato francese: 1

Monaco: 2016-2017
- Campionato belga: 1

Club Bruges: 2020-2021